# Karl Johan Hallaråker
Karl Johan Hallaråker, född den 10 juni 1944 i Strandebarm, är en norsk teolog och politiker. 
Hallaråker, som är präst i Den norske kirke, har varit en framträdande person inom en rad kristna organisationer, bland dem Indremisjonsforbundet. Partipolitiskt har han varit aktiv inom Kristelig Folkeparti, men hans bok Kristen politisk tenking har haft stor betydelse för Partiet De Kristne.